# Soldadura por inducción
La soldadura por inducción es un tipo de soldadura que se produce al aprovechar el calor generado por la resistencia al flujo de la corriente eléctrica inducida que se tiene en las piezas a unir. Por lo general, esta soldadura se logra también con presión.
Consiste en la conexión de una bobina a los metales que se desea unir, y debido a que en la unión de los metales se tiene una resistencia mayor al paso de la corriente inducida, es en esa parte donde se genera el calor, lo que con presión genera la unión de las dos piezas. La soldadura por inducción de alta frecuencia utiliza corrientes con el rango de 200 000 a 500 000 Hz, los sistemas de soldadura por inducción normales solo utilizan frecuencias entre los 400 y 450 Hz.
- Datos: Q5400785